# Arvo Viitanen
Pour les articles homonymes, voir Viitanen.
Arvo Viitanen (né le 12 avril 1924 et décédé le 28 avril 1999) est un ancien fondeur finlandais.

## Palmarès

### Jeux olympiques
| Épreuve / Édition | Cortina d'Ampezzo 1956 |
| 15 km             | 9e                     |
| 4 × 10 km         | Argent                 |

### Championnats du monde
| Épreuve / Édition | Falun 1954 | Lahti 1958 |
| 15 km             | Argent     |            |
| 30 km             |            | 4e         |
| 50 km             | Bronze     | Bronze     |
| 4 × 10 km         | Or         | Bronze     |